# Olympische Sommerspiele 1960/Segeln
Bei den XVII. Olympischen Sommerspielen 1960 in Rom fanden fünf Wettkämpfe im Segeln statt. Die einzelnen Wettfahrten wurden vom 29. August bis 1. September und vom 5. September bis zum 7. September im Golf von Neapel ausgetragen.

## Bilanz

### Medaillenspiegel
| Platz | Land               | Gold | Silber | Bronze | Gesamt |
| ----- | ------------------ | ---- | ------ | ------ | ------ |
| 01    | Dänemark           | 1    | 2      | —      | 3      |
| 02    | Sowjetunion        | 1    | 1      | —      | 2      |
| 03    | Vereinigte Staaten | 1    | —      | 1      | 2      |
| 04    | Griechenland       | 1    | —      | —      | 1      |
| 04    | Norwegen           | 1    | —      | —      | 1      |
| 06    | Argentinien        | —    | 1      | —      | 1      |
| 06    | Portugal           | —    | 1      | —      | 1      |
| 09    | Belgien            | —    | —      | 1      | 1      |
| 09    | Deutschland        | —    | —      | 1      | 1      |
| 08    | Italien            | —    | —      | 1      | 1      |
| 09    | Schweiz            | —    | —      | 1      | 1      |

### Medaillengewinner
| Disziplin       | Gold                                                                          | Silber                                                              | Bronze                                                        |
| --------------- | ----------------------------------------------------------------------------- | ------------------------------------------------------------------- | ------------------------------------------------------------- |
| Finn-Dinghy     | Paul Elvstrøm                                                                 | Alexander Tschutschelow                                             | André Nelis                                                   |
| Drachen         | Griechenland Konstantin von Griechenland Odysseus Eskitzoglou Georgios Zaimis | Argentinien Héctor Calegaris Jorge del Río Salas Jorge Salas Chávez | Italien Antonio Ciciliano Antonio Cosentino Giulio De Stefano |
| 5,5-m-R-Klasse  | Vereinigte Staaten James Hunt George O’Day David Smith                        | Dänemark William Berntsen Steen Christensen Søren Hancke            | Schweiz Henri Copponex Pierre Girard Manfred Metzger          |
| Flying Dutchman | Norwegen Bjørn Bergvall Peder Lunde jr.                                       | Dänemark Hans Fogh Ole Gunnar Petersen                              | Deutschland Rolf Mulka Ingo von Bredow                        |
| Star            | Sowjetunion Timir Pinegin Fjodor Schutkow                                     | Portugal José Manuel Quina Mário Quina                              | Vereinigte Staaten Robert Halperin William Parks              |

## Ergebnisse

### Finn-Dinghy
| Platz | Land | Athlet                  | Punkte |
| ----- | ---- | ----------------------- | ------ |
| 1     | DAN  | Paul Elvstrøm           | 8171   |
| 2     | URS  | Alexander Tschutschelow | 6520   |
| 3     | BEL  | André Nelis             | 5934   |
| 4     | AUS  | Ronald Jenyns           | 5758   |
| 5     | BRA  | Reinaldo Conrad         | 5176   |
| 6     | NZL  | Ralph Roberts           | 5140   |
| 7     | CAN  | Ian Bruce               | 5133   |
| 8     | BAH  | Kenneth Albury          | 5092   |

### Star
| Platz | Land | Athleten                          | Punkte |
| ----- | ---- | --------------------------------- | ------ |
| 1     | URS  | Timir Pinegin Fjodor Schutkow     | 7619   |
| 2     | POR  | José Manuel Quina Mário Quina     | 6665   |
| 3     | USA  | Robert Halperin William Parks     | 6269   |
| 4     | ITA  | Agostino Straulino Carlo Rolandi  | 6047   |
| 5     | SUI  | Hans Bryner Urs-Ulrich Bucher     | 5716   |
| 6     | BAH  | Durward Knowles Sloane Farrington | 5282   |
| 7     | EUA  | Bruno Splieth Eckart Wagner       | 4745   |
| 8     | YUG  | Mario Fafangel Janko Kosmina      | 3977   |

### Flying Dutchman
| Platz | Land | Athleten                                     | Punkte |
| ----- | ---- | -------------------------------------------- | ------ |
| 1     | NOR  | Bjørn Bergvall Peder Lunde jr.               | 6774   |
| 2     | DAN  | Hans Fogh Ole Gunnar Petersen                | 5991   |
| 3     | EUA  | Rolf Mulka Ingo von Bredow                   | 5882   |
| 4     | RHO  | Alan David Butler Christopher Bevan          | 5792   |
| 5     | NED  | Ben Verhagen Gerard Lautenschutz Jaap Helder | 5452   |
| 6     | URS  | Alexander Schelkownikow Wiktor Piltschin     | 5123   |
| 7     | GBR  | Slotty Dawes James Ramus                     | 4954   |
| 8     | NZL  | Murray Rae Ron Watson                        | 4641   |

### Drachen
| Platz | Land | Athleten                                                         | Punkte |
| ----- | ---- | ---------------------------------------------------------------- | ------ |
| 1     | GRE  | Konstantin von Griechenland Odysseus Eskitzoglou Georgios Zaimis | 6733   |
| 2     | ARG  | Héctor Calegaris Jorge del Río Salas Jorge Salas Chávez          | 5715   |
| 3     | ITA  | Antonio Ciciliano Antonio Cosentino Giulio De Stefano            | 5704   |
| 4     | NOR  | Øivind Christensen Arild Amundsen Carl Otto Svae                 | 5403   |
| 5     | CAN  | Sandy MacDonald Lynn Watters Gordon Norton                       | 5177   |
| 6     | DAN  | Aage Birch Paul Lindemark Jørgensen Niels Markussen              | 4715   |
| 7     | GBR  | Graham Mann Jonathan Janson Ian Hannay                           | 4604   |
| 8     | EUA  | Hans Ravenborg Günter Benecke Peter Rebien                       | 4329   |

### 5,5-m-R-Klasse
| Platz | Land | Athleten                                                    | Punkte |
| ----- | ---- | ----------------------------------------------------------- | ------ |
| 1     | USA  | James Hunt George O’Day David Smith                         | 6900   |
| 2     | DAN  | William Berntsen Steen Christensen Søren Hancke             | 5678   |
| 3     | SUI  | Henri Copponex Pierre Girard Manfred Metzger                | 5122   |
| 4     | ARG  | Roberto Sieburger Carlos Sieburger Enrique Sieburger junior | 4402   |
| 5     | SWE  | Bengt Sjösten Claes Turitz Göran Witting                    | 4277   |
| 6     | GBR  | Robin Aisher George Nicholson John Ruggles                  | 3807   |
| 7     | NOR  | Finn Ferner Odd Harsheim Knut Wang                          | 3765   |
| 8     | BAH  | Robert Symonette Basil Kelly Roy Ramsay                     | 3024   |